# Debbi Kostelyk
Debbi Kostelyk (Edmonton, 8 aprile 1961) è un'atleta paralimpica canadese.
Kostelyk prese parte ai Giochi paralimpici del 1984 dove vinse tre medaglie, due ori e un argento, nelle gare dei 100, 200 e 400 metri della categoria 3. Alle Paralimpiadi del 1988, vinse una medaglia d'argento nei 100 metri femminili.

## Palmarès
| Anno | Manifestazione     | Sede                       | Evento                | Risultato | Prestazione | Note |
| ---- | ------------------ | -------------------------- | --------------------- | --------- | ----------- | ---- |
| 1984 | Giochi paralimpici | Stoke Mandeville/ New York | 100 metri 3 femminili | Oro       |             |      |
| 1984 | Giochi paralimpici | Stoke Mandeville/ New York | 200 metri 3 femminili | Argento   |             |      |
| 1984 | Giochi paralimpici | Stoke Mandeville/ New York | 400 metri 3 femminili | Oro       |             |      |
| 1988 | Giochi paralimpici | Seul                       | 100 metri 3 femminili | Argento   |             |      |